# Grand Prix Formule 1 van Japan

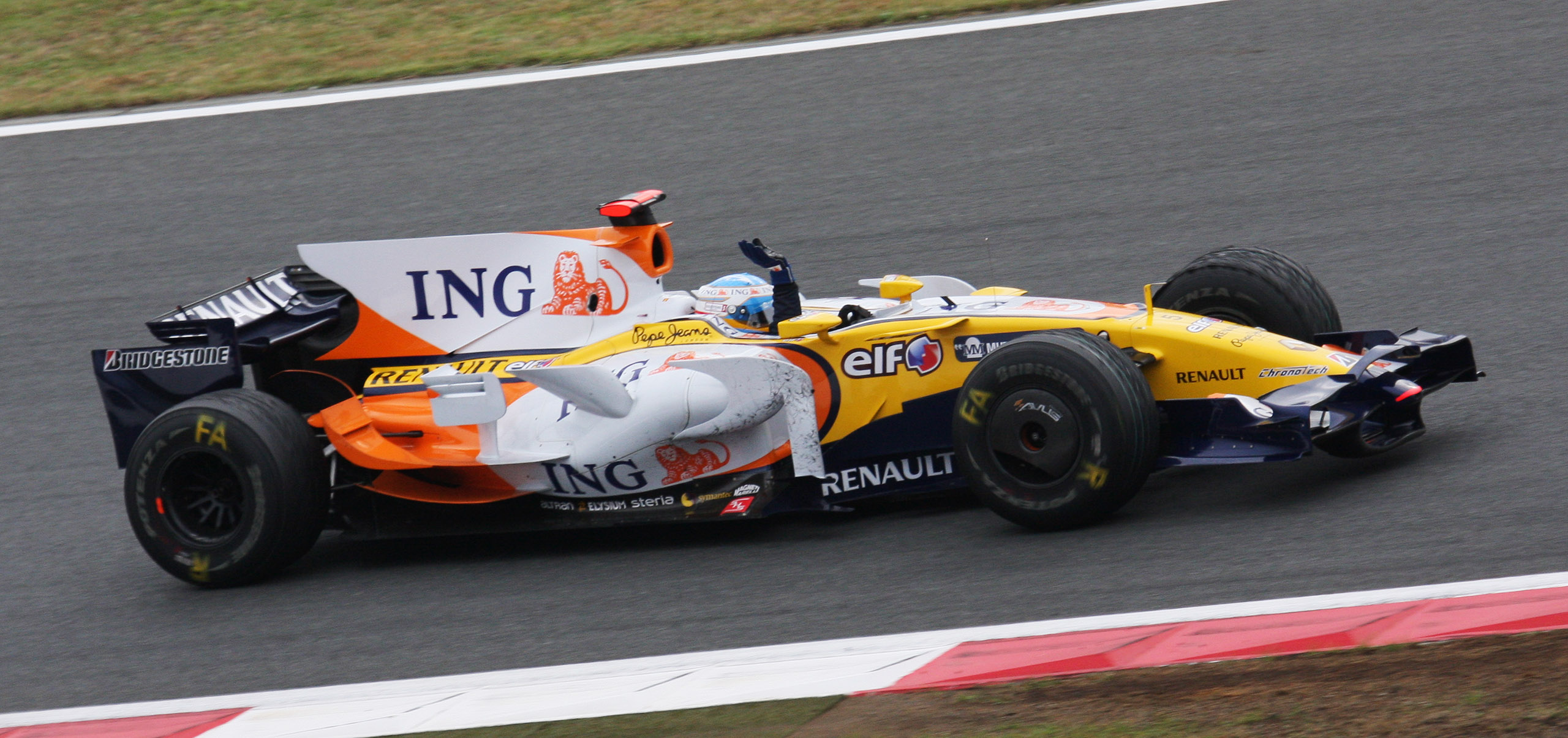
Winnaar Fernando Alonso na de finish in 2008

De Grand Prix van Japan is een race uit de Formule 1-kalender, gehouden op het Suzuka International Racing Course. Het circuit is eigendom van Honda. De wedstrijd werd voor het eerst gereden in 1976 en 1977, op de Fuji Speedway waarna het weer van de kalender verdween. In 1987 werd er opnieuw een Japanse grote prijs gereden, deze keer op het circuit van Suzuka. De wedstrijd werd vanaf dat jaar zonder onderbreking gehouden tot 2006, waarna het circuit van Fuji het weer overnam in 2007. In 2009 werd door Toyota, de eigenaar van de Fuji Speedway, bekendgemaakt dat er vanaf 2010 geen race meer gehouden zal worden op de Fuji Speedway. De race wordt vanaf 2009 wederom elk jaar op Suzuka verreden.
Vanaf 2007 staat de race als derde laatste gepland op de kalender, maar alle andere wedstrijden daarvoor stonden ofwel als voorlaatste ofwel als laatste race op de kalender van het kampioenschap, wat maakte dat het kampioenschap meerdere keren beslecht werd tijdens de Japanse grand prix. Twee van de meest memorabele momenten uit de geschiedenis van de grand prix speelden zich af tijdens de races van 1989 en 1990. Tijdens de race van 1989 reden Ayrton Senna en Alain Prost elkaar van de baan. Prost zijn race was voorbij, maar Senna kon zijn weg verder zetten na herstellingen in de pit en kwam als winnaar over de finish, maar werd een half uur na de race gediskwalificeerd waardoor Prost de wereldtitel won. Het volgende jaar reden de twee rivalen elkaar opnieuw van de baan, deze keer was het in het voordeel van Senna, die voor de tweede keer wereldkampioen werd.
Michael Schumacher is met zes overwinningen recordhouder van de grand prix.

## Winnaars van de Grands Prix
| Jaar        | Coureur                                        | Constructeur                                   | Locatie                                        | Verslag                                        |
| ----------- | ---------------------------------------------- | ---------------------------------------------- | ---------------------------------------------- | ---------------------------------------------- |
| 2025        | Max Verstappen                                 | Red Bull Racing-Honda RBPT                     | Suzuka                                         | Verslag                                        |
| 2024        | Max Verstappen                                 | Red Bull Racing-Honda RBPT                     | Suzuka                                         | Verslag                                        |
| 2023        | Max Verstappen                                 | Red Bull Racing-Honda RBPT                     | Suzuka                                         | Verslag                                        |
| 2022        | Max Verstappen                                 | Red Bull Racing-RBPT                           | Suzuka                                         | Verslag                                        |
| 2021        | Grand Prix afgelast vanwege de coronapandemie. | Grand Prix afgelast vanwege de coronapandemie. | Grand Prix afgelast vanwege de coronapandemie. | Grand Prix afgelast vanwege de coronapandemie. |
| 2020        | Grand Prix afgelast vanwege de coronapandemie. | Grand Prix afgelast vanwege de coronapandemie. | Grand Prix afgelast vanwege de coronapandemie. | Grand Prix afgelast vanwege de coronapandemie. |
| 2019        | Valtteri Bottas                                | Mercedes                                       | Suzuka                                         | Verslag                                        |
| 2018        | Lewis Hamilton                                 | Mercedes                                       | Suzuka                                         | Verslag                                        |
| 2017        | Lewis Hamilton                                 | Mercedes                                       | Suzuka                                         | Verslag                                        |
| 2016        | Nico Rosberg                                   | Mercedes                                       | Suzuka                                         | Verslag                                        |
| 2015        | Lewis Hamilton                                 | Mercedes                                       | Suzuka                                         | Verslag                                        |
| 2014        | Lewis Hamilton                                 | Mercedes                                       | Suzuka                                         | Verslag                                        |
| 2013        | Sebastian Vettel                               | Red Bull Racing-Renault                        | Suzuka                                         | Verslag                                        |
| 2012        | Sebastian Vettel                               | Red Bull Racing-Renault                        | Suzuka                                         | Verslag                                        |
| 2011        | Jenson Button                                  | McLaren-Mercedes                               | Suzuka                                         | Verslag                                        |
| 2010        | Sebastian Vettel                               | Red Bull Racing-Renault                        | Suzuka                                         | Verslag                                        |
| 2009        | Sebastian Vettel                               | Red Bull Racing-Renault                        | Suzuka                                         | Verslag                                        |
| 2008        | Fernando Alonso                                | Renault                                        | Fuji                                           | Verslag                                        |
| 2007        | Lewis Hamilton                                 | McLaren-Mercedes                               | Fuji                                           | Verslag                                        |
| 2006        | Fernando Alonso                                | Renault                                        | Suzuka                                         | Verslag                                        |
| 2005        | Kimi Räikkönen                                 | McLaren-Mercedes                               | Suzuka                                         | Verslag                                        |
| 2004        | Michael Schumacher                             | Ferrari                                        | Suzuka                                         | Verslag                                        |
| 2003        | Rubens Barrichello                             | Ferrari                                        | Suzuka                                         | Verslag                                        |
| 2002        | Michael Schumacher                             | Ferrari                                        | Suzuka                                         | Verslag                                        |
| 2001        | Michael Schumacher                             | Ferrari                                        | Suzuka                                         | Verslag                                        |
| 2000        | Michael Schumacher                             | Ferrari                                        | Suzuka                                         | Verslag                                        |
| 1999        | Mika Häkkinen                                  | McLaren-Mercedes                               | Suzuka                                         | Verslag                                        |
| 1998        | Mika Häkkinen                                  | McLaren-Mercedes                               | Suzuka                                         | Verslag                                        |
| 1997        | Michael Schumacher                             | Ferrari                                        | Suzuka                                         | Verslag                                        |
| 1996        | Damon Hill                                     | Williams-Renault                               | Suzuka                                         | Verslag                                        |
| 1995        | Michael Schumacher                             | Benetton-Renault                               | Suzuka                                         | Verslag                                        |
| 1994        | Damon Hill                                     | Williams-Renault                               | Suzuka                                         | Verslag                                        |
| 1993        | Ayrton Senna                                   | McLaren-Ford                                   | Suzuka                                         | Verslag                                        |
| 1992        | Riccardo Patrese                               | Williams-Renault                               | Suzuka                                         | Verslag                                        |
| 1991        | Gerhard Berger                                 | McLaren-Honda                                  | Suzuka                                         | Verslag                                        |
| 1990        | Nelson Piquet                                  | Benetton-Ford                                  | Suzuka                                         | Verslag                                        |
| 1989        | Alessandro Nannini                             | Benetton-Ford                                  | Suzuka                                         | Verslag                                        |
| 1988        | Ayrton Senna                                   | McLaren-Honda                                  | Suzuka                                         | Verslag                                        |
| 1987        | Gerhard Berger                                 | Ferrari                                        | Suzuka                                         | Verslag                                        |
| 1987 - 1978 | Grand Prix niet verreden.                      | Grand Prix niet verreden.                      | Grand Prix niet verreden.                      | Grand Prix niet verreden.                      |
| 1977        | James Hunt                                     | McLaren-Ford                                   | Fuji                                           | Verslag                                        |
| 1976        | Mario Andretti                                 | Lotus-Ford                                     | Fuji                                           | Verslag                                        |

## Galerij

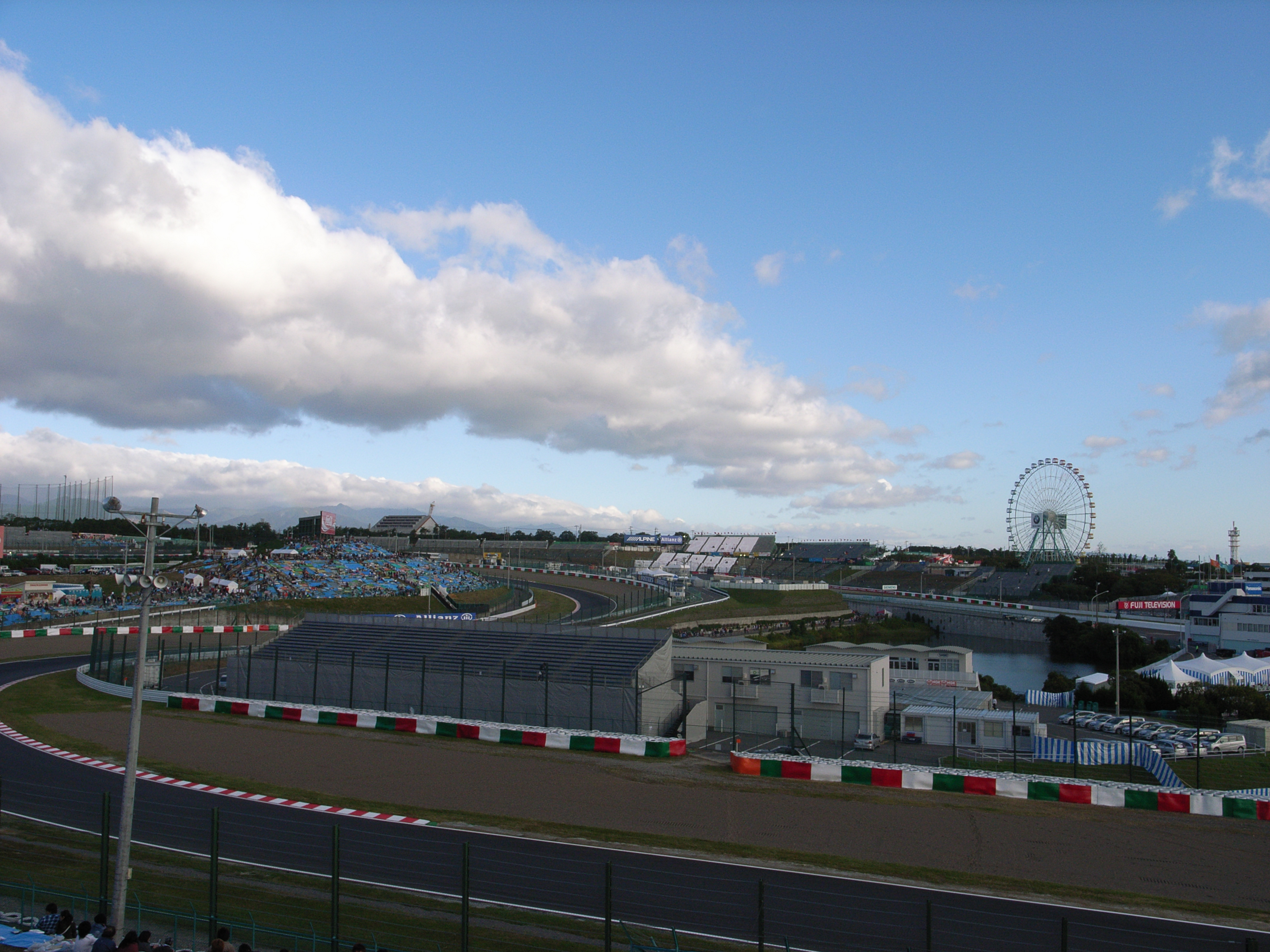
Het circuit van Suzuka.
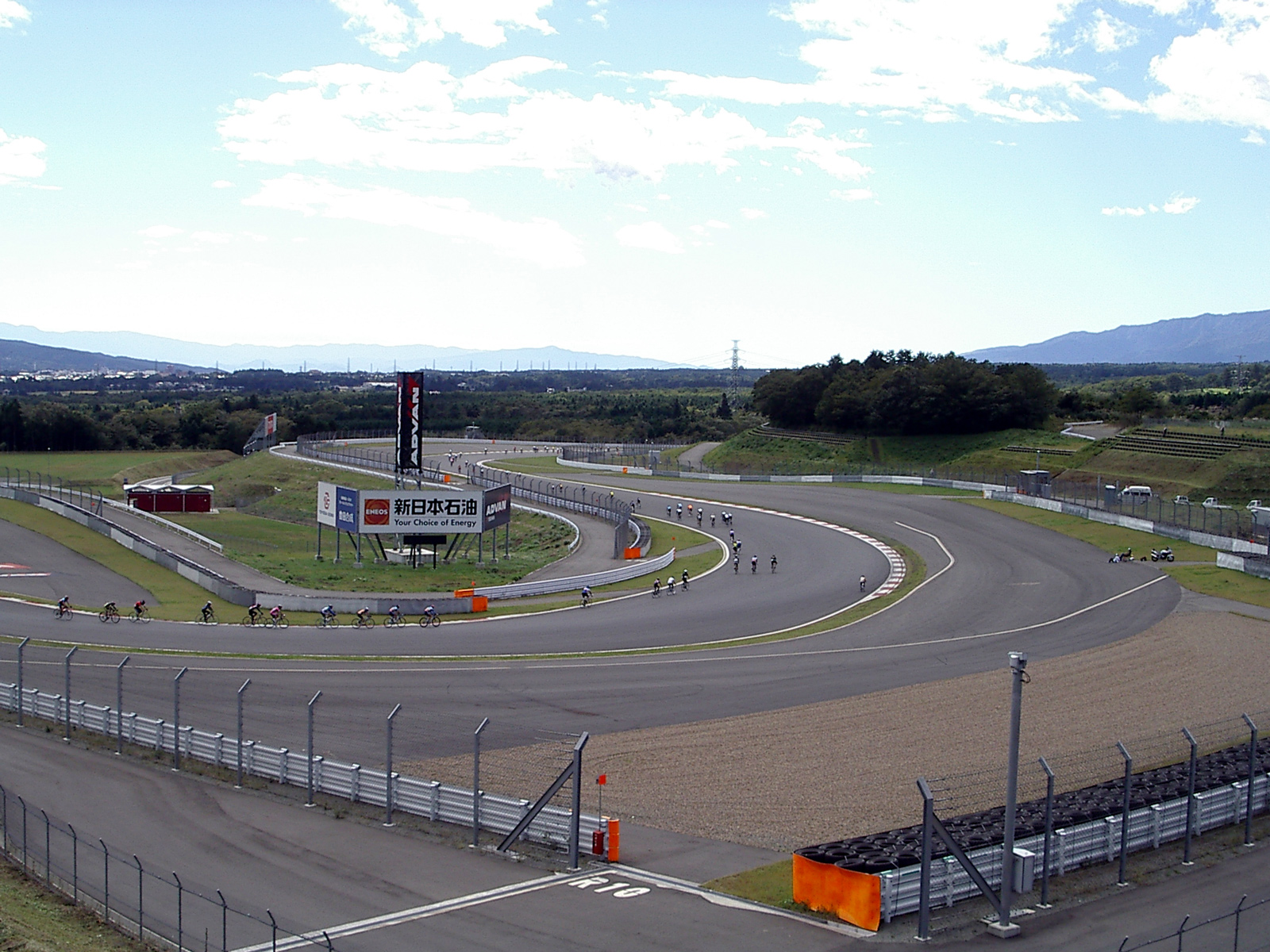
De Fuji Speedway.
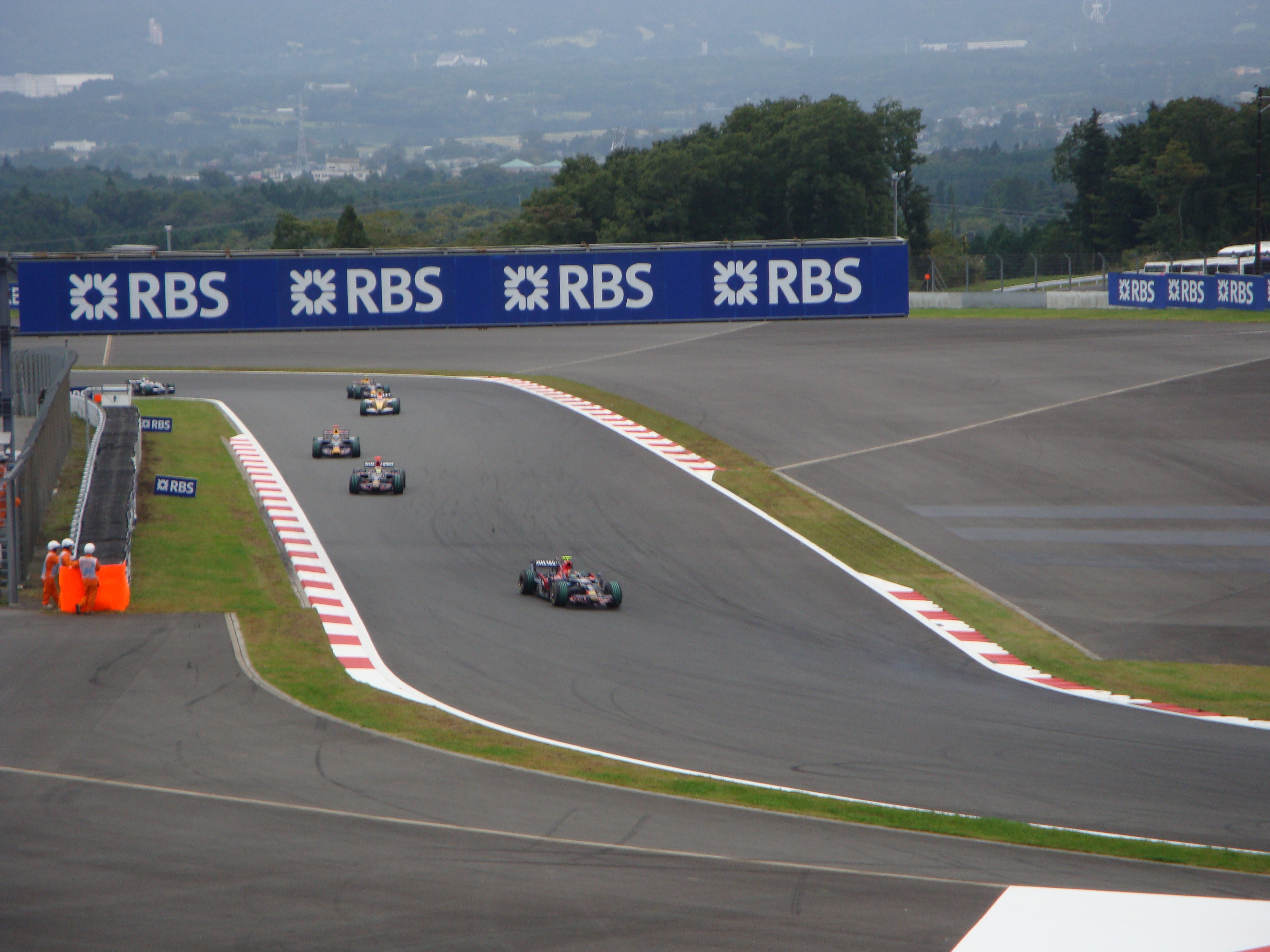
Grand Prix in 2008.
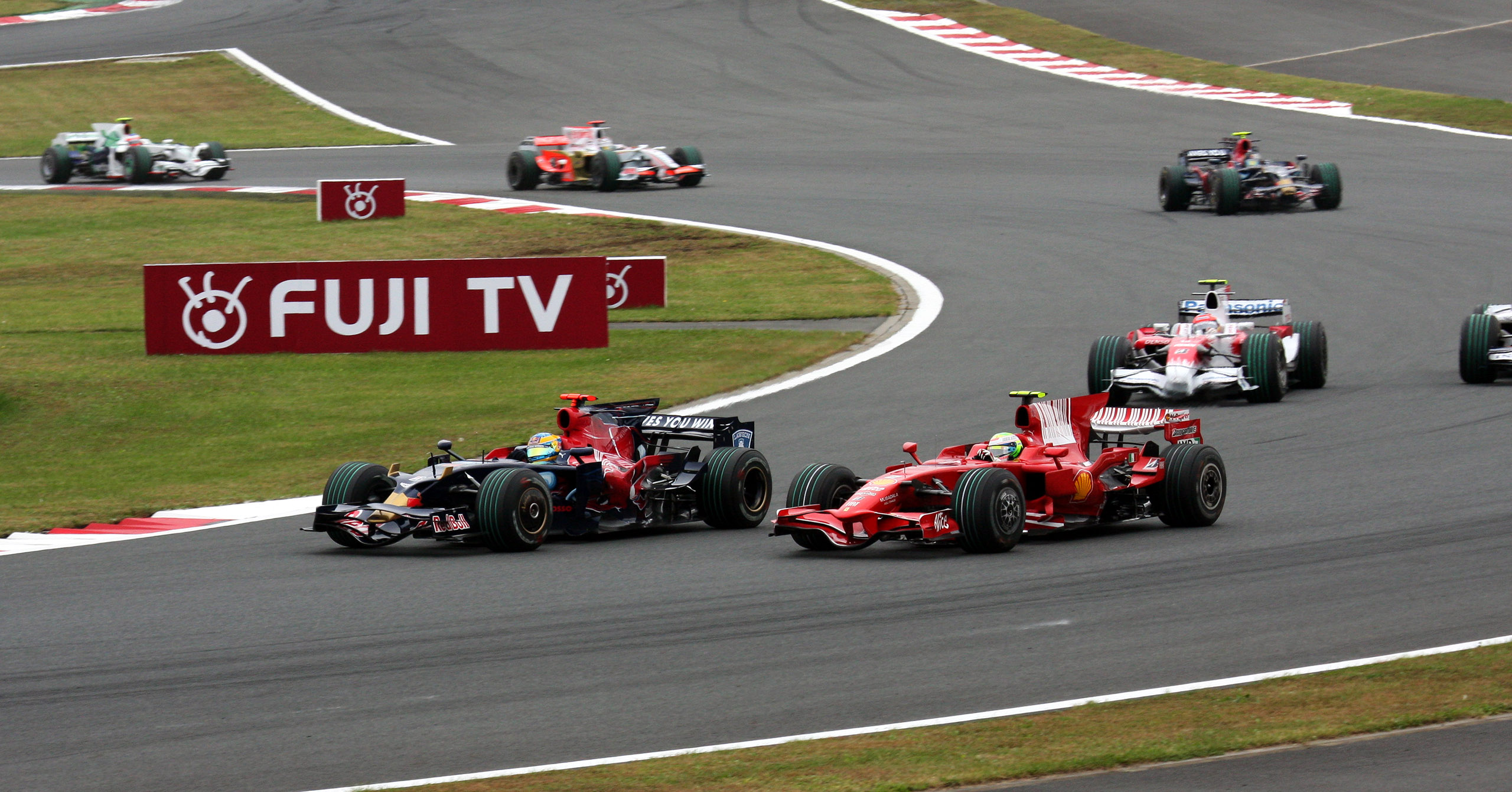
Sebastien Bourdais en Felipe Massa in 2008.

1976 · 1977 · 1987 · 1988 · 1989 · 1990 · 1991 · 1992 · 1993 · 1994 · 1995 · 1996 · 1997 · 1998 · 1999 · 2000 · 2001 · 2002 · 2003 · 2004 · 2005 · 2006 · 2007 · 2008 · 2009 · 2010 · 2011 · 2012 · 2013 · 2014 · 2015 · 2016 · 2017 · 2018 · 2019 · 2022 · 2023 · 2024 · 2025